# Weston Patrick
Weston Patrick est une paroisse civile et un village du Hampshire, en Angleterre.